# Molophilus (Molophilus) echo
Molophilus (Molophilus) echo is een tweevleugelige uit de familie steltmuggen (Limoniidae). De soort komt voor in het Neotropisch gebied.